# Citadel: Diana
Citadel: Diana è una serie televisiva italiana ideata da Alessandro Fabbri e vede tra i produttori esecutivi i fratelli  Anthony e Joe Russo. È il primo progetto spin-off della serie statunitense Citadel.
La serie è stata distribuita a livello globale il 10 ottobre 2024 sulla piattaforma streaming Prime Video.

## Trama
Milano, 2030. Diana Cavalieri, una agente segreto dell'agenzia Citadel, si ritrova intrappolata come talpa nell'organizzazione nemica Manticore dopo la distruzione di Citadel otto anni prima.
Per fuggire e sparire per sempre, Diana dovrà fidarsi di un alleato inaspettato: Edo Zani, l'erede di Manticore Italia e figlio del capo dell'organizzazione italiana, Ettore Zani.

## Episodi
| Stagione       | Episodi | Pubblicazione |
| -------------- | ------- | ------------- |
| Prima stagione | 6       | 2024          |

## Personaggi e interpreti

### Principali
- Diana Cavalieri, interpretata da Matilda De Angelis.
Spia di Citadel che si finge un'agente Manticore per vendicare la morte dei genitori.
- Edoardo "Edo" Zani, interpretato da Lorenzo Cervasio.
Secondogenito di Ettore e Julia e capo della sezione ricerca e sviluppo di Manticore Italia.
- Ettore Zani, interpretato da Maurizio Lombardi.
Fondatore di Manticore Italia.
- Cécile Martin, interpretata da Julia Piaton.
Capo di Manticore Francia.
- Julia Ward Zani, interpretata da Thekla Reuten.
Moglie americana di Ettore.
- Sara Cavalieri, interpretata da Giordana Faggiano.
Sorella minore di Diana.
- Matteo Spadaro, interpretato da Daniele Paoloni.
Manager di Manticore Italia.
- Luca Pavan, interpretato da Marouane Zotti.
Agente di Manticore Italia.
- Wolfgang Klein, interpretato da Bernhard Schütz.
Capo di Manticore Germania.
- Giada, interpretata da Jun Ichikawa.
Agente di Manticore Italia.
- Rainer Weber, interpretato da Maxim Mehmet.
Agente di Manticore Germania.
- Gabriele, interpretato da Filippo Nigro.
Spia di Citadel che recluta e addestra Diana.
- Enrico Zani, interpretato da Carlo Sciaccaluga.
Primogenito di Ettore e Julia morto nel 2022.
- Agathe, interpretata da Sonia Bonny.
Direttrice di Manticore Francia.

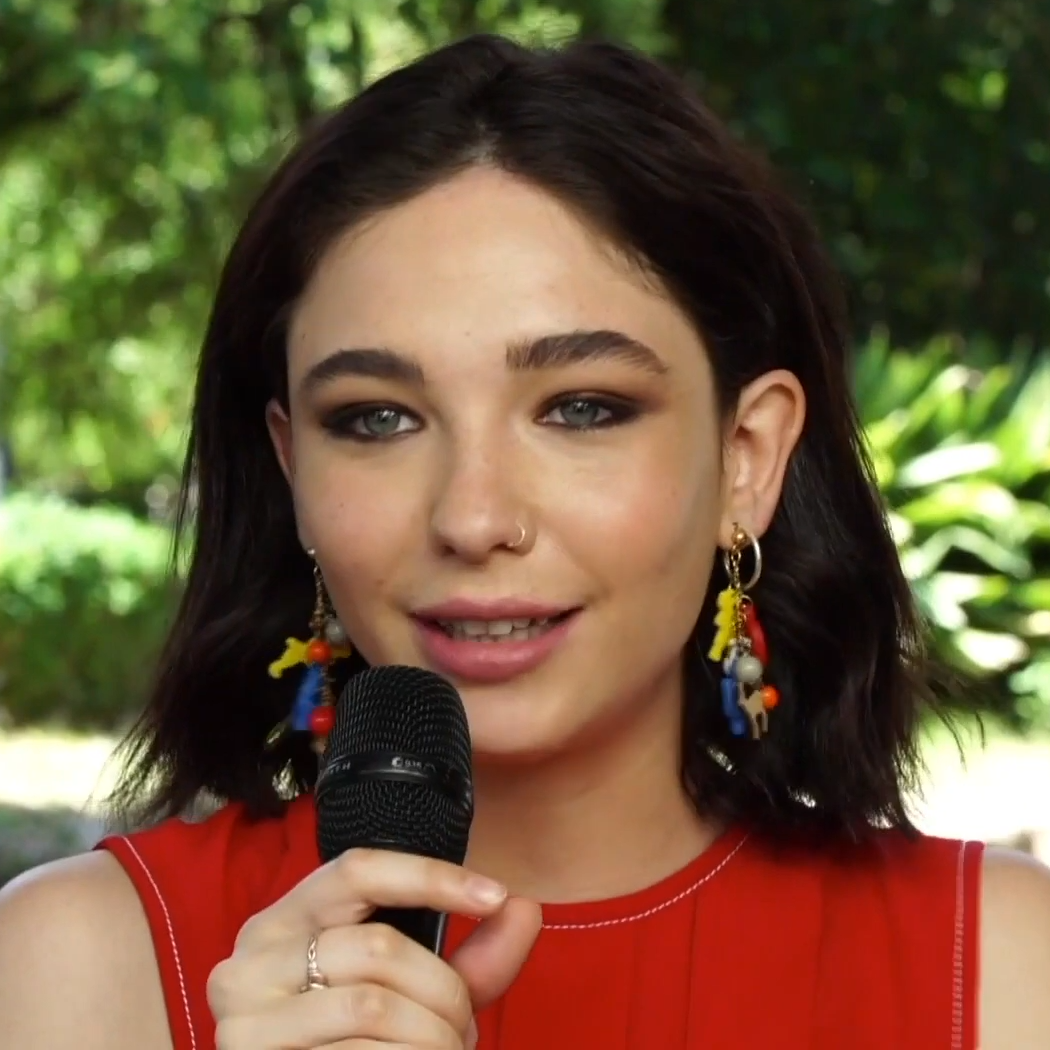
Matilda De Angelis
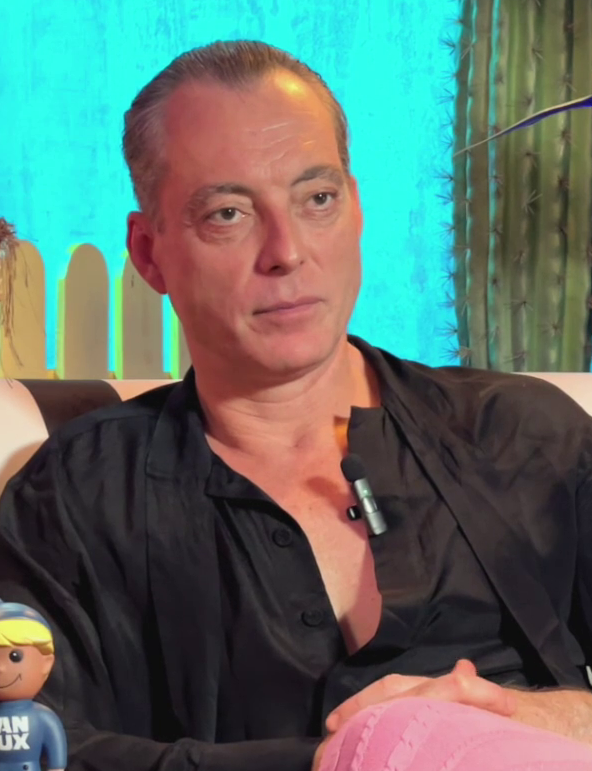
Maurizio Lombardi
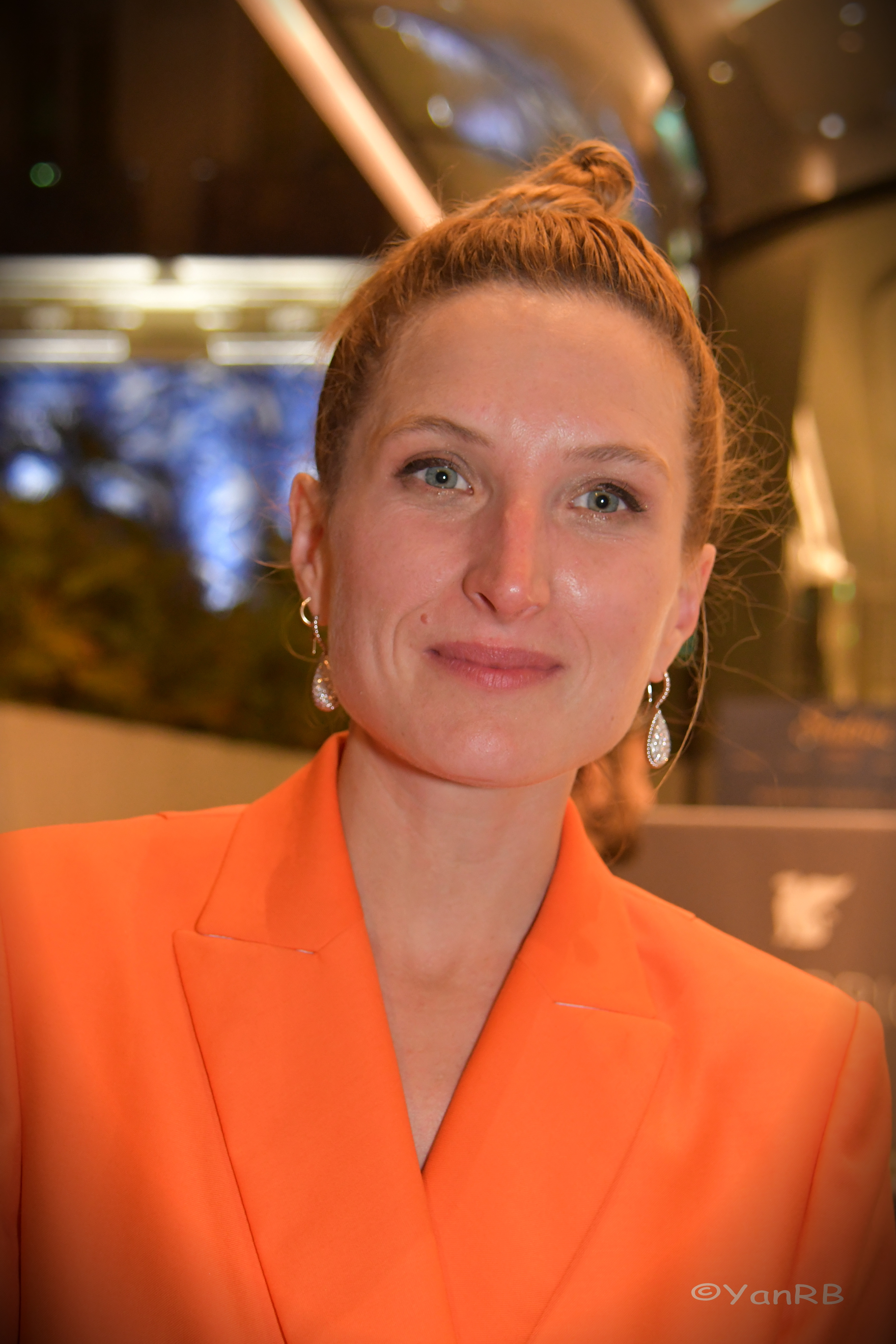
Julia Piaton
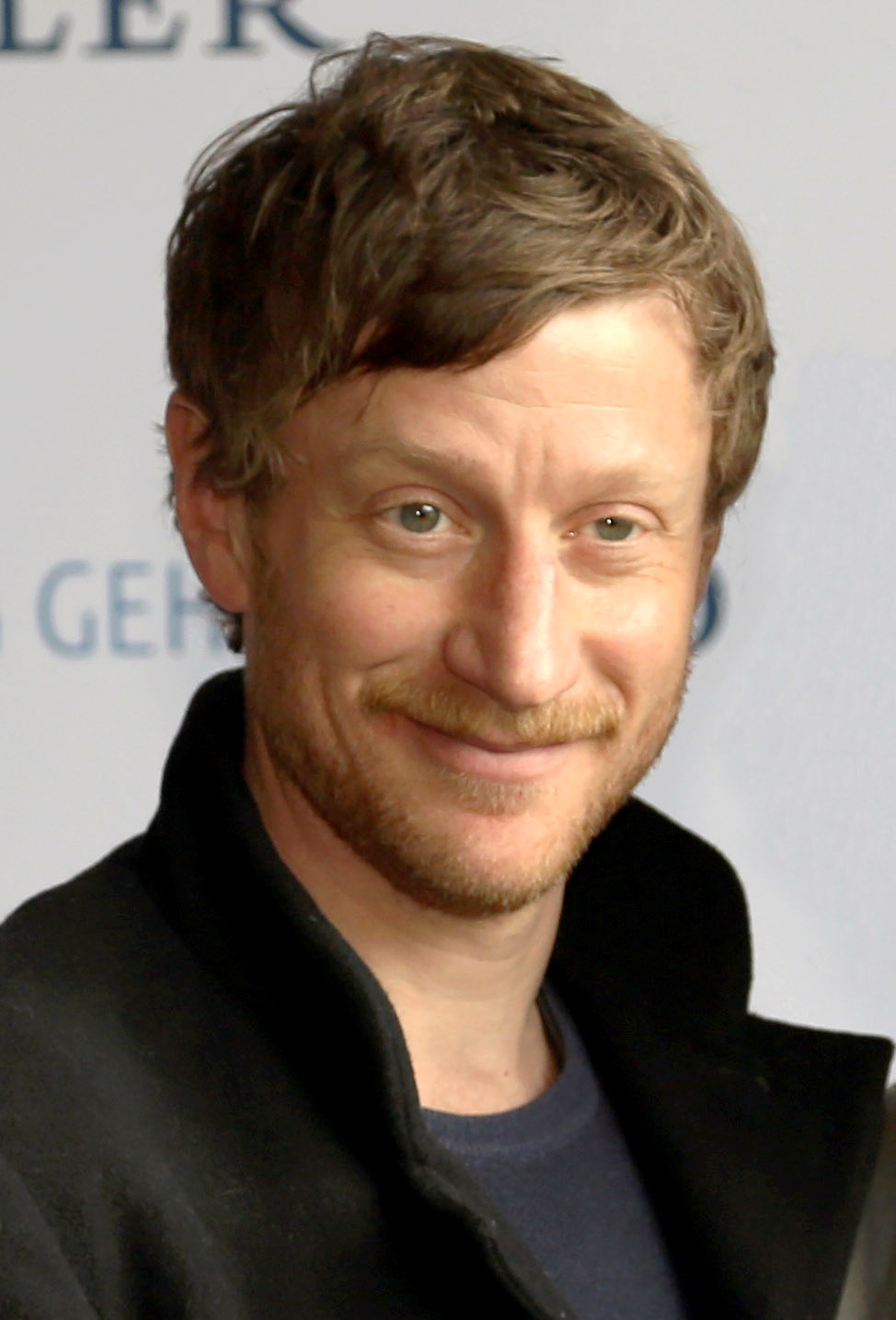
Maxim Mehmet
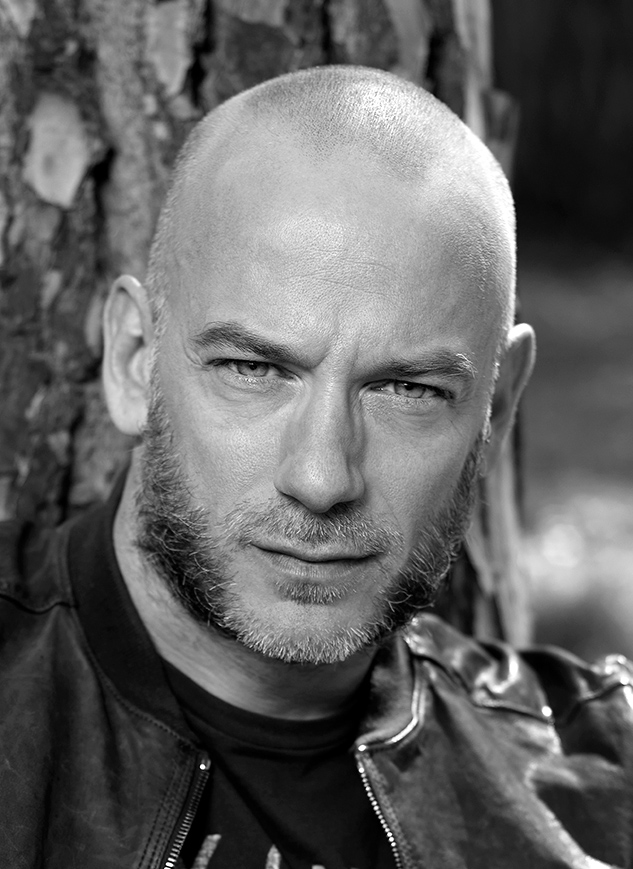
Filippo Nigro
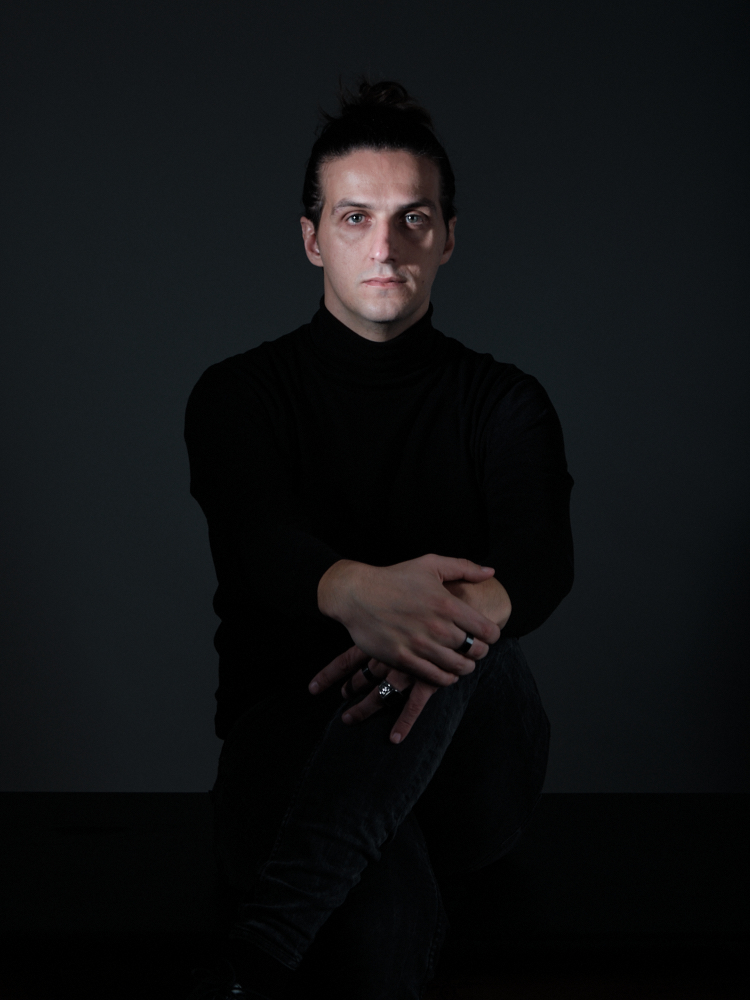
Carlo Sciaccaluga

### Guest star
- Dott. Paolo Marini, interpretato da Massimo Rigo.
Medico che diagnostica la sindrome di Menière a Diana.
- Marianne Martin, interpretata da Silvia Cohen.
Madre di Cécile e fondatrice di Manticore Francia.
- Adele Colombo, interpretata da Lalin Cafaro.
Figlia di Sara e Giorgio.
- Giorgio Colombo, interpretato da Raffaele Matrone.
Marito di Sara.

## Produzione
Nell'aprile 2025 Amazon ha cancellato la serie.

### Riprese
Le riprese della prima stagione sono iniziate nell'ottobre 2022 in Italia e in Svizzera, in particolare a Lugano, Mendrisio e sul Massiccio del San Gottardo e si sono concluse a maggio 2023.

## Colonna sonora
I Mokadelic hanno composto la colonna sonora originale. 
1. Citadel: Diana Main Theme
2. Manticore Meeting Original
3. Lugano
4. Fight Till The End
5. Second Life
6. Throwback
7. A Dangerous Place
8. The Words Don’t Work
9. Safety Zone
10. Citadel Combat
11. Overcome Fear
12. Constant Research
13. Fireworks
14. Diana’s Involvement
15. Returns To The Hotel
16. Zani
17. Deception Detection
18. Reflection
19. Trust Me
20. A Tense Moment
21. The Words Don’t Work Again
22. Edoardo And Diana
23. Last Report
24. Fight Against Time
25. Watch Your Back
26. Shoot In The Air
27. Strong (Citadel Remix)

## Accoglienza

### Critica
La serie ha ricevuto recensioni positive dalla critica. Rotten Tomatoes riporta l'82% delle recensioni professionali positive basato su 11 critiche, assegnando una votazione di 7,0 su 10,0.

## Riconoscimenti
- 2025 – Globo d'oro[7]
  - Candidatura alla miglior serie TV
- 2025 –  Italian Global Series Festival
  - Candidatura alla miglior serie drama[8]
  - Candidatura alla miglior attrice protagonista in una serie drama a Matilda De Angelis